# Николајевска црква у Новом Саду
Николајевска црква, званично Црква преноса моштију Светог Николе, је најмања православна богомоља у Новом Саду. Налази се на адреси Николе Пашића бб, на месту где се улица Николе Пашића улива у Трг Марије Трандафил. Црква потиче из тридесетих година 18. века и дуго је у народу била знана као Недељкова црква по Недељку Богдановићу који ју је подигао. Црква се убраја у споменике културе у категорији непокретних културних добара од великог значаја.
Данас Николајевска црква плени својом лепотом која се нарочито огледа у њене две позлаћене куполе на крову. Куполе у руском царском стилу неодољиво подсећају на кијевске и петроградске храмове.

## Историја
О историјату цркве се мало зна јер су све црквене књиге изгореле током мађарског бомбардовања Новог Сада 1849. године када је и сам храм готово уништен. Након рушења, упућен је позив за обнову храма и међу првима се на позив јављају чувени новосадски добротвори Јован и Марија Трандафил (1860), а потом и Јован Полит и Ананије Дера (пореклом Грци; иначе ова црква је једно време служила као молитвени храм Грцима и Цинцарима). Новца међутим није било довољно за уређење њене унутрашњости, те је црква све до 1854. године кориштена као војно складиште. Оправка Николајевске цркве је кренула 1860. године. Храм је претрпео и велике штете током бомбардовања града 6. априла 1941. године.

## Изглед цркве
У самом храму леже покопани са својим породицама ктитори Недељко Богдановић и Јован Трандафил. Ту је сахрањена и велика српска добротворка удова Марија Трандафил рођ. Поповић. По другом тестаменту из 1878. године удова Марија је основала нарочити "Завештај Марије Трандафил храму Св. Николаја у Новом Саду". Ту фондацију је снадбела приходом од своје куће зване "Са иконом" у Ћурчинској улици, и ораће земље у Мртваљошу (8 јутара) и Камендину (73 јутра). Трећину чистог прихода од куће у Осјеку добио је тадашњи Убошки дом, који се налазио у Николајевској порти, а за потребе саме Николајевске цркве поклоњена је „Кућа код иконе”. Из овог фонда Николајевске цркве издржавани су свештеник, црквењак и један појац, док је за попадију, у случају да остане удовица, предвиђено доживотно издржавање од 200 форинти годишње.
Црква је сиромашна, слабо опремљена. Без украса на зидовима, белина простора испуњава храм. Иконостас је веома скроман и једноставан, а лепотом се истиче престона икона светог Николе којем је црква и посвећена (Храм је посвећен Преносу моштију Светог оца Николаја, 22. мај). Иза царских двери, у олтарском простору, чува се вредна икона црне малтешке Богородице, вероватно поклон неког грчког верника. Иконостас је рад сликара Павла Симића и на њему се запажа утицај назаренског сликарства.
На једној надгробној плочи на спољњем зиду цркве, први пут се у локалној епиграфији помиње име Новог Сада.

## Занимљивости
Интересантан је податак да су се у овом храму крстила деца чувеног светског научника Алберта Ајнштајна чија је прва жена била Новосађанка Милева Марић. Мали Швајцарци, Едуард и Алберт, крштени су по православном обреду по жељи њиховог деде Милоша Марића 20. септембра 1913. године.

## Галерија
- Прочеље цркве
- Задња страна
- Икона св. Николе изнад улаза у цркву
- Натпис изнад улаза у цркву
- Надгробни споменици у црквеној порти